# 諸縣郡
諸縣郡（日语：〔〕／ Morokata gun */?）是過去位于日本日向國西南部的一個郡，；已於1884年被分割為北諸縣郡和南諸縣郡兩郡。
在廢藩置縣後，先後屬於都城縣→宮崎縣→鹿兒島縣，但在1883年重新從鹿兒島縣中分出宮崎縣時，將諸縣郡分成兩部份，位於新設置的宮崎縣內的成為北諸縣郡（北諸縣郡後再被分為北諸縣郡、西諸縣郡、東諸縣郡），位於鹿兒島縣內的成為南諸縣郡（南諸縣郡後又與東囎唹郡合併為囎唹郡）。
過去的轄區包含現在以下地區：
- 宮崎縣：東諸縣郡、西諸縣郡、北諸縣郡、都城市、小林市、蝦野市以及宮崎市的部分地區。
- 鹿兒島縣：志布志市、大崎町以及曾於市的部分地區